# Batalla de Praga (1648)
La batalla de Praga, que se produjo entre el 25 de julio y el 1 de noviembre de 1648, fue la última acción militar de la Guerra de los Treinta Años. Mientras se desarrollaban las negociaciones que decantarían en la Paz de Westfalia, los suecos aprovecharon la oportunidad para montar una última campaña en Bohemia. El resultado, y probablemente el objetivo principal, fue saquear la fabulosa colección de arte reunida en el castillo de Praga por Rodolfo II, emperador del Sacro Imperio Romano Germánico (1552-1612), cuya selección fue llevada por el Elba en barcazas y enviada a Suecia.
Después de ocupar el castillo y la orilla occidental del Moldava durante algunos meses, los suecos se retiraron cuando las noticias de la firma del tratado les fueron comunicadas.

## Acciones generales
El general Hans Christoff von Königsmarck, comandante de la columna delantera de Suecia, entró en la ciudad, que fue defendida por el conde Feldmarschall Rudolf von Colloredo, veterano del sitio de Mantua y de la batalla de Lützen, donde sirvió a las órdenes de Albrecht von Wallenstein. Los suecos capturaron el castillo de Praga, un extenso complejo palaciego, en la orilla occidental del río Moldava y trataron de entrar en la ciudad vieja de la orilla oriental del río, pero fueron rechazados en el Puente de Carlos por los hombres de Colloredo. Cuando un tercer ejército sueco comandado por el príncipe Carlos Gustavo llegó cerca de Praga, los tres ejércitos suecos lanzaron repetidos ataques contra la ciudad. Estos ataques fueron resistidos, en gran parte gracias a la habilidad del Feldmarschall y la voluntad de sus tropas. Cuando en noviembre Gustavo recibió un informe sobre la firma de la paz, ordenó que sus tropas se retiren.
Incapaces de entrar en la ciudad, los suecos se concentraron en saquear el castillo; algunos han argumentado que este era el objetivo principal de la incursión. Muchos de los tesoros recogidos por el emperador Rodolfo II (como el Codex Gigas y el Codex Argenteus) fueron llevados a Suecia, donde algunos se pueden encontrar en el Palacio de Drottningholm, añadiendo, por ejemplo, varias estatuas de Adrián de Vries. Las mejores obras de arte fueron llevadas al exilio por Cristina, reina de Suecia, y fueron dispersas luego de su muerte, algunas de estas pinturas forman el núcleo de la Colección Orleans, que se vendieron en Londres después de la Revolución francesa, por lo que muchos de los cuadros de Rodolfo II se encuentran ahora en el Reino Unido. Un inventario sueco de 1652 lista 472 pinturas venidas desde Praga.